# Associazione Calcio Carpi 1937-1938
Questa pagina raccoglie le informazioni riguardanti l'Associazione Calcio Carpi nelle competizioni ufficiali della stagione 1937-1938.

## Stagione
Nella stagione 1937-1938 il Carpi  con 25 punti in classifica si piazza in tredicesima posizione.

## Rosa
| N. |                   | Ruolo | Calciatore       |
| -- | ----------------- | ----- | ---------------- |
|    | Italia (bandiera) | D     | Narciso Benetti  |
|    | Italia (bandiera) | D     | Ennio Bergonzini |
|    | Italia (bandiera) | A     | Enzo Bergonzini  |
|    | Italia (bandiera) | C     | Dante Corghi     |
|    | Italia (bandiera) | C     | Cesare Franchini |
|    | Italia (bandiera) | C     | Nunzio Gavioli   |
|    | Italia (bandiera) | D     | Guido Masserotti |
|    | Italia (bandiera) | P     | Alfio Negri      |
|    | Italia (bandiera) | A     | Cesare Neri      |

| N. |                   | Ruolo | Calciatore         |
| -- | ----------------- | ----- | ------------------ |
|    | Italia (bandiera) | D     | Alfonsino Pagliani |
|    | Italia (bandiera) | P     | Nevio Prati        |
|    | Italia (bandiera) | C     | Luigi Sala         |
|    | Italia (bandiera) | C     | Felice Salvioli    |
|    | Italia (bandiera) | A     | Walther Sternieri  |
|    | Italia (bandiera) | C     | Erode Toffanetti   |
|    | Italia (bandiera) | D     | Azio Vellani       |
|    | Italia (bandiera) | A     | Vivaldo Zironi     |